# 万暦の中興
万暦の中興（ばんれきのちゅうこう）は、明王朝の第14代皇帝である万暦帝の治世に起こった、明の中興を指す。

## 概要
明代、賢君であった弘治帝以後の皇帝は暗愚で贅沢を好み、国政を壟断する佞臣を大量に近づけて国を傾けた。万暦帝も例外ではなく、明代で最も長い治世において働くことはほとんどなく、後宮に引きこもり朝議にも顔を出すことはなかった。このような時代に明の国力が回復したのは、以下に記すように内閣大学士であった張居正の政治的業績に依るものが大きい。

## 張居正の政策
張居正の時代、年功序列に基づく伝統的な偏見を打ち破る試験方式である考正法が導入され、経済的には国土の規模を測り、穀物に対する中央政府のマクロ管理を強化するための一条鞭法が導入された。また、治水事業として黄河を管理するために潘継勲を派遣し、軍事的には腐敗した明軍の風紀を是正し、倭寇対策として沿岸に防衛隊を配備するなどの大改革を行い、国全体にその恩恵をもたらした。

## 万暦の中興後の明
万暦の中興の立役者であった張居正は、万暦前期に逝去した。前述の通り、その後の万暦帝は国政を顧みずに贅沢や好色に耽ったため、国は傾き始めた。その後、実際に明が滅亡するのは第17代崇禎帝の時代であるが（なお明の後継政権である南明は1662年まで存続した。）、崇禎帝は崩れ行く明を立て直そうとした。その願いが叶うことのなかったわけは、万暦期の停滞が大きな原因と考えられている。これが、「明朝は万暦に滅ぶ」と評される理由である。